# 皮克氏病
皮克氏病（Pick's disease，PiD），为一种渐进性痴呆。通常开始于中年，形成于早年，其反应为缓慢渐进的性格改变与社交能力衰退，并伴有智力、记忆和语言组织能力损伤，此外还会有情感淡漠、亢奋和偶然的椎体外系症状。